# روب لاك
روب لاك (بالإنجليزية: Rob Lake)‏ هو ساحر استعراضي أمريكي، ولد في 30 ديسمبر 1982 في نورمان في الولايات المتحدة.

## وصلات خارجية
- الموقع الرسمي
- روب لاك على موقع IMDb (الإنجليزية)